# Pan-Amerikaanse kampioenschappen wielrennen 2024 – Individuele tijdrit vrouwen elite
De individuele tijdrit voor vrouwen elite op de Pan-Amerikaanse kampioenschappen wielrennen 2024 werd gehouden op 21 mei. De deelnemers moesten een parcours van 23,3 kilometer in en rond het Braziliaanse São José dos Campos afleggen. De 49-jarige Amerikaanse Amber Neben won, voor haar landgenote Lauren Stephens en de Chileense Aranza Villalón. Voor Neben was het haar tweede titel op rij en haar vijfde in totaal.

## Uitslag
| Plaats | Naam                | Tijd       |
| ------ | ------------------- | ---------- |
| Goud   | Amber Neben         | 31'40"488  |
| Zilver | Lauren Stephens     | + 43"245   |
| Brons  | Aranza Villalón     | + 1'46"340 |
| 4      | Diana Peñuela       | + 1'53"249 |
| 5      | Karen Villamizar    | + 2'20"430 |
| 6      | Catalina Soto       | + 3'42"504 |
| 7      | Anet Barrera        | + 3'45"641 |
| 8      | Ana Paula Polegatch | + 4'01"248 |
| 9      | Anibel Prieto       | + 4'06"323 |
| 10     | Wanda Villanueva    | + 4'10"351 |